# Stilobezzia armatibiae
Stilobezzia armatibiae är en tvåvingeart som beskrevs av Tokunaga 1963. Stilobezzia armatibiae ingår i släktet Stilobezzia och familjen svidknott. Inga underarter finns listade i Catalogue of Life.